# 1983 en bande dessinée
| Années de la bande dessinée : 1980 - 1981 - 1982 - 1983 - 1984 - 1985 - 1986    |
| Décennies de la bande dessinée : 1950 - 1960 - 1970 - 1980 - 1990 - 2000 - 2010 |

Cet article présente les faits marquants de l'année 1983 en bande dessinée.

## Évènements
- 28 au 30 janvier : 10e Festival international de la bande dessinée d'Angoulême : Festival d'Angoulême 1983.
- 22 mars : Le Chat de Philippe Geluck apparaît dans les pages du journal belge Le Soir.
- octobre : Aux États-Unis, sortie de American Flagg! #1 (série de science-fiction "cyberpunk" avant-gardiste par Howard Chaykin), chez First Publishing
- novembre : Sortie de The Mighty Thor #337 (Walter Simonson reprend le scénario de Thor, jusqu'au #382), chez Marvel Comics
- Philippe Dupuy et Charles Berberian se rencontrent et entament une association à succès.

## Nouveaux albums
Voir aussi : Albums de bande dessinée sortis en 1983

### Franco-Belge
| Sortie  | Titre                                                              | Scénariste    | Dessinateur    | Coloriste     | Éditeur       |  |
| ------- | ------------------------------------------------------------------ | ------------- | -------------- | ------------- | ------------- |  |
| janvier | Baston - La Ballade des Baffes                                     | Collectif     |                |               | Vents d'Ouest |  |
| janvier | Pacush Blues, t. 2 : Second souffle : Jefferson ou le mal de vivre | Ptiluc        |                |               | Vents d'Ouest |  |
| janvier | Pacush Blues, t. 1 : Premières mesures                             | Ptiluc        |                |               | Vents d'Ouest |  |
| mars    | Kelly Green, t. 2 : 1, 2, 3, mourez                                | Stan Drake    | Leonard Starr  |               | Dargaud       |  |
| mai     | L'Anneau du Nibelung, t. 3 : Siegfried                             | Numa Sadoul   | France Renoncé |               | Dargaud       |  |
| mai     | Vic Voyage, t. 1 : Eldorado : Le trésor de Païtiti                 | Sergio Macedo | Sergio Macedo  | Sergio Macedo | Glénat        |  |
|         | …                                                                  |               |                |               |               |  |
|         | à compléter                                                        |               |                |               |               |  |

### Comics
| Sortie  | Titre                 | Scénariste    | Dessinateur   | Coloriste     | Éditeur     |
| ------- | --------------------- | ------------- | ------------- | ------------- | ----------- |
| février | Male Call (1943-1946) | Milton Caniff | Milton Caniff | Noir et blanc | Futuropolis |
| ?       | …                     |               |               |               |             |

### Mangas
| Sortie | Titre     | Scénariste        | Dessinateur       | Coloriste     | Éditeur  |
| ------ | --------- | ----------------- | ----------------- | ------------- | -------- |
| mars   | Hiroshima | Yoshihiro Tatsumi | Yoshihiro Tatsumi | Noir et blanc | Artefact |
| ?      | …         |                   |                   |               |          |

## Naissances
- juin : Emily Carroll, auteure de comics (Through the Woods)
- 8 septembre : Kate Beaton, auteure de comics (Diantre ! Un manant)
- Lisa Lugrin

## Décès
- 24 février : Roy Krenkel
- 3 mars : Hergé (né en 1907)
- 29 mars : Alfred Andriola, auteur de comics
- 8 juin : Jacques Van Melkebeke, éditeur belge
- 13 août : Leo Haas, illustrateur et dessinateur de presse allemand.
- 29 août : Rory Hayes, auteur de comics
- 5 novembre : Jean-Marc Reiser dit Reiser (1941-1983), scénariste et dessinateur français
- 18 novembre : Loÿs Pétillot
- Jean Trubert, Ira Yarbrough